# Công ty cổ phần Đầu tư và xây dựng số 18
Công ty Cổ phần Đầu tư và Xây dựng số 18, tên giao dịch quốc tế: Contruction Company No18 (Viết tắt: LICOGI - 18) có tiền thân là Công ty xây dựng số 18 thuộc Bộ Xây dựng Việt Nam, được thành lập ngày 19 tháng 5 năm 1961. Đây là một thành viên của Tổng công ty Xây dựng và phát triển hạ tầng.

## Lịch sử
Được thành lập từ năm 1961 như 1 tiểu ban nhà nước thuộc Bộ Xây dựng và nay là một trong 23 thành viên trực thuộc Tổng Công ty Xây dựng và Phát triển Hạ tầng LICOGI.
Từ tháng 1 năm 2006, thực hiện chủ trương đổi mới doanh nghiệp của Đảng Cộng sản và Nhà nước Việt Nam, Công ty đã chuyển đổi từ doanh nghiệp Nhà nước thành công ty cổ phần với tên gọi mới là Công ty Cổ phần Đầu tư và Xây dựng số 18. Trong năm 2007, Công ty cổ phần Licogi 18 đã thực hiện chào bán chứng khoán ra công chúng để tăng vốn điều lệ từ 18 tỷ đồng lên 35 tỷ đồng, trong đó vốn của Nhà nước là 19,29%, và chuẩn bị lên sàn HASTC (Trung tâm Giao dịch Chứng khoán Hà Nội) với 3,5 triệu cổ phần vào tháng 1 năm 2008.
Hiện nay, công ty đặt trụ sở chính tại Hải Dương và có các chi nhánh tại Hà Nội, Quảng Ninh, Hưng Yên với 6 đơn vị thành viên (Công ty con) hoạt động trên địa bàn cả nước với 215 cán bộ, kỹ sư các ngành và 879 công nhân kỹ thuật lành nghề.phai viet dia chi vao nghe

## Lãnh vực hoạt động
Theo trang chủ của công ty, các ngành kinh doanh chính của công ty là:
- "Thi công xây dựng các công trình dân dụng, công nghiệp, giao thông, thủy lợi, thủy điện, sân bay, bến cảng, đường dây và các trạm biến thế điện; Các công trình hạ tầng kỹ thuật đô thị và khu công nghiệp; Các công trình cấp thoát nước và vệ sinh môi trường; Nền móng công trình với mọi quy mô và giá trị trên toàn lãnh thổ Việt Nam.
- Đầu tư và kinh doanh nhà ở, khu đô thị mới, hạ tầng kỹ thuật khu công nghiệp, các dự án thủy điện vừa và nhỏ.
- Sản xuất kinh doanh vật tư, thiết bị, phụ tùng và các loại vật liệu xây dựng, bê tông thương phẩm; gia công, chế tạo các sản phẩm cơ khí xây dựng; cốp pha định hình, giàn dáo, nhà công nghiệp.
- Dịch vụ cho thuê thiết bị, cung cấp vật tư kỹ thuật; tư vấn đầu tư, tư vấn thiết kế, tư vấn giám sát công trình; dịch vụ sửa chữa, lắp đặt máy móc, thiết bị các sản phẩm cơ khí và kết cấu định hình.
- Kinh doanh nhà nghỉ, khách sạn, du lịch.
- Xuất nhập khẩu máy móc và vật tư; Thí nghiệm vật liệu xây dựng; Đưa người Việt Nam đi lao động và làm việc tại nước ngoài.
- Các ngành nghề kinh doanh khác theo quy định của Pháp luật".

## Thành tích
Hơn 45 năm qua, Công ty đã xây dựng và lắp đặt thiết bị công nghệ cho hơn 800 công trình công nghiệp, dân dụng và an ninh quốc phòng. Trong đó có nhiều công trình lớn, như: Nhà máy điện Uông Bí, Phả Lại, Hoà Bình, Trị An, Nhà máy Xi măng Hoàng Thạch, Nhà máy cơ khí trung tâm Cẩm Phả, Nhà máy Tuyển than Hòn Gai và Cửa Ông, bệnh viện Việt Nam - Thụy Điển, trụ sở UBND tỉnh Quảng Ninh, khu Công nghệ cao Daewo - Hanel, Khu công nghiệp NOMURA - Hải Phòng, Nhà thi đấu thể thao Hải Dương, Nhà máy xe hơi FORD, Nhà máy thực phẩm Nghĩa Mỹ, Nhà họp Chính phủ, Trung tâm hội thảo quốc tế, khách sạn 5 sao HORISON, khách sạn 3 sao ASEAN Hạ long, Ngân hàng đầu tư và phát triển Hưng Yên, Khách sạn Bưu điện Hạ long, Nhà máy bia Tiger Hà Tây, Nhà máy nước Hải Dương, Khu nhà ở chuyên gia Hàn Quốc, Nhà máy tàu biển Nha trang, cầu Phả Lại, cầu Trà Khúc,...
Công ty đã nhiều lần vinh dự được Đảng, Nhà nước tặng những phần thưởng cao quý như: 
- Anh hùng Lực lượng vũ trang Nhân dân (năm 1998)
- Anh hùng Lao động (năm 2000)[1]
- Huân chương Độc lập hạng 1 (năm 2006),
- và 31 Huân chương các loại